# تشارلز كيلمان
تشارلز كيلمان (بالإنجليزية: Charles Kelman)‏ (و. 1930 – 2004 م) هو طبيب عيون، وأستاذ جامعي من الولايات المتحدة الأمريكية .
توفي عن عمر يناهز 74 عاماً. بسبب سرطان الرئة .

## جوائز
حصل على جوائز منها:
- قلادة العلوم الوطنية الأمريكية في مجال التكنولوجيا والإبتكار
- جائزة لاسكر-دبغي للأبحاث الطبية السريرية.

## روابط خارجية
- تشارلز كيلمان على موقع قاعدة بيانات برودواي على الإنترنت (الإنجليزية)
- تشارلز كيلمان على موقع قاعدة بيانات برودواي على الإنترنت (الإنجليزية)